# 甲斐住吉駅
甲斐住吉駅（かいすみよしえき）は、山梨県甲府市住吉二丁目にある、東海旅客鉄道（JR東海）身延線の駅である。

## 歴史
- 1931年（昭和6年）4月1日：富士身延鉄道の甲府住吉停留場（旅客駅）として開設[1][2]。
- 1938年（昭和13年）10月1日：鉄道省（国鉄の前身）が借上げ[1][2]。同時に甲斐住吉駅に昇格[2]。
- 1941年（昭和16年）5月1日：国有化、鉄道省身延線の駅となる[1]。
- 1987年（昭和62年）4月1日：国鉄分割民営化により、東海旅客鉄道の駅となる[1][2]。
- 2025年（令和7年）10月1日：ICカード「TOICA」の利用が可能となる（予定）[3][4]。

## 駅構造
単式ホーム1面1線を有する地上駅。線路はほぼ北東から南西に走っており、ホームは線路北西側に設けられている。
無人駅（南甲府駅の管理）で、駅舎は無くホーム上にブロック造りの待合所と小さな上屋とが設置されている。待合所には以前には扉が設置されていたが後に撤去された。この待合所の柱に流用されている古レールは、1880年代の英国キャンメル社製の古いもので、明瞭に刻印が判読出来る。

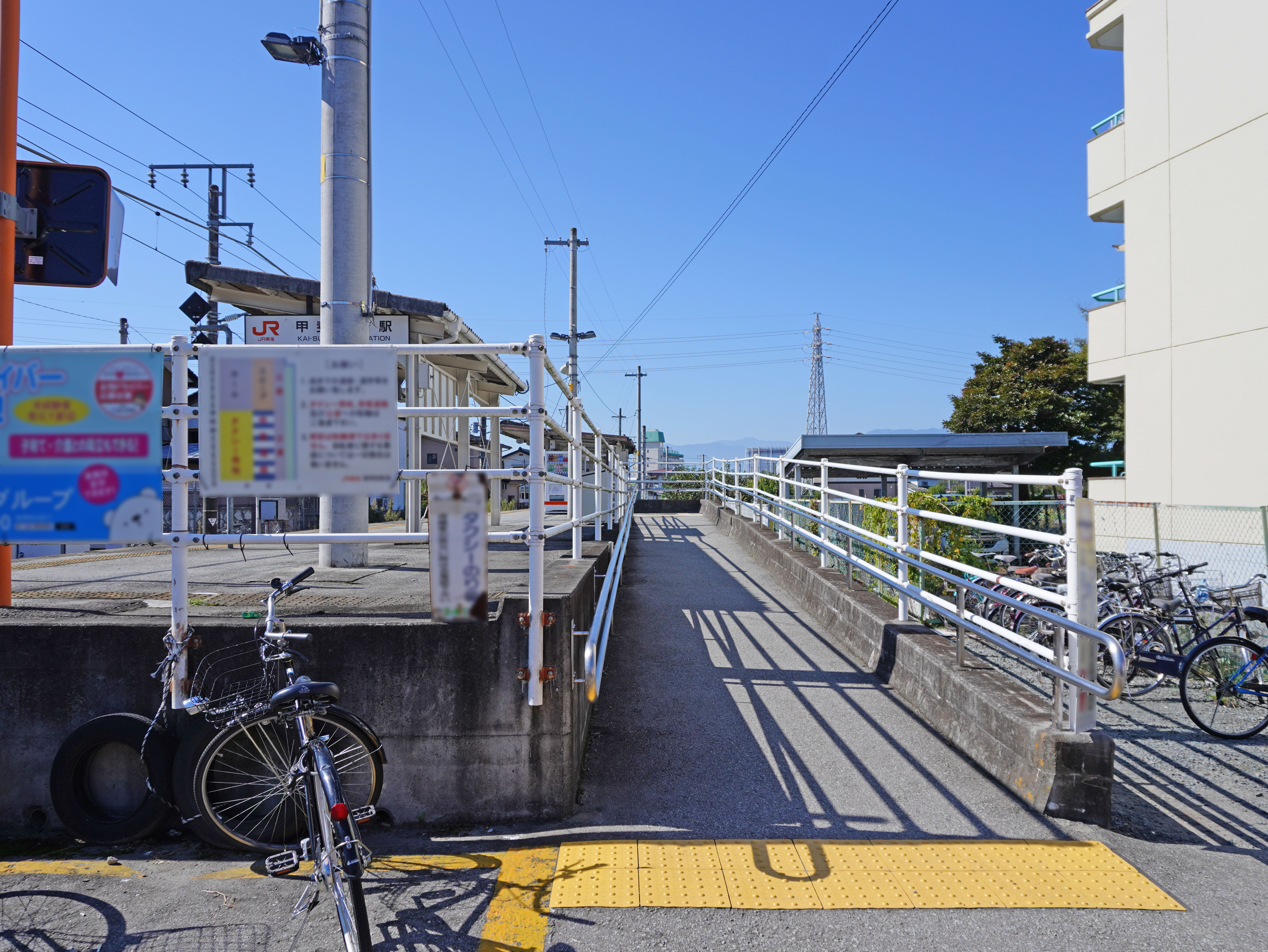
駅出入口（2022年10月）
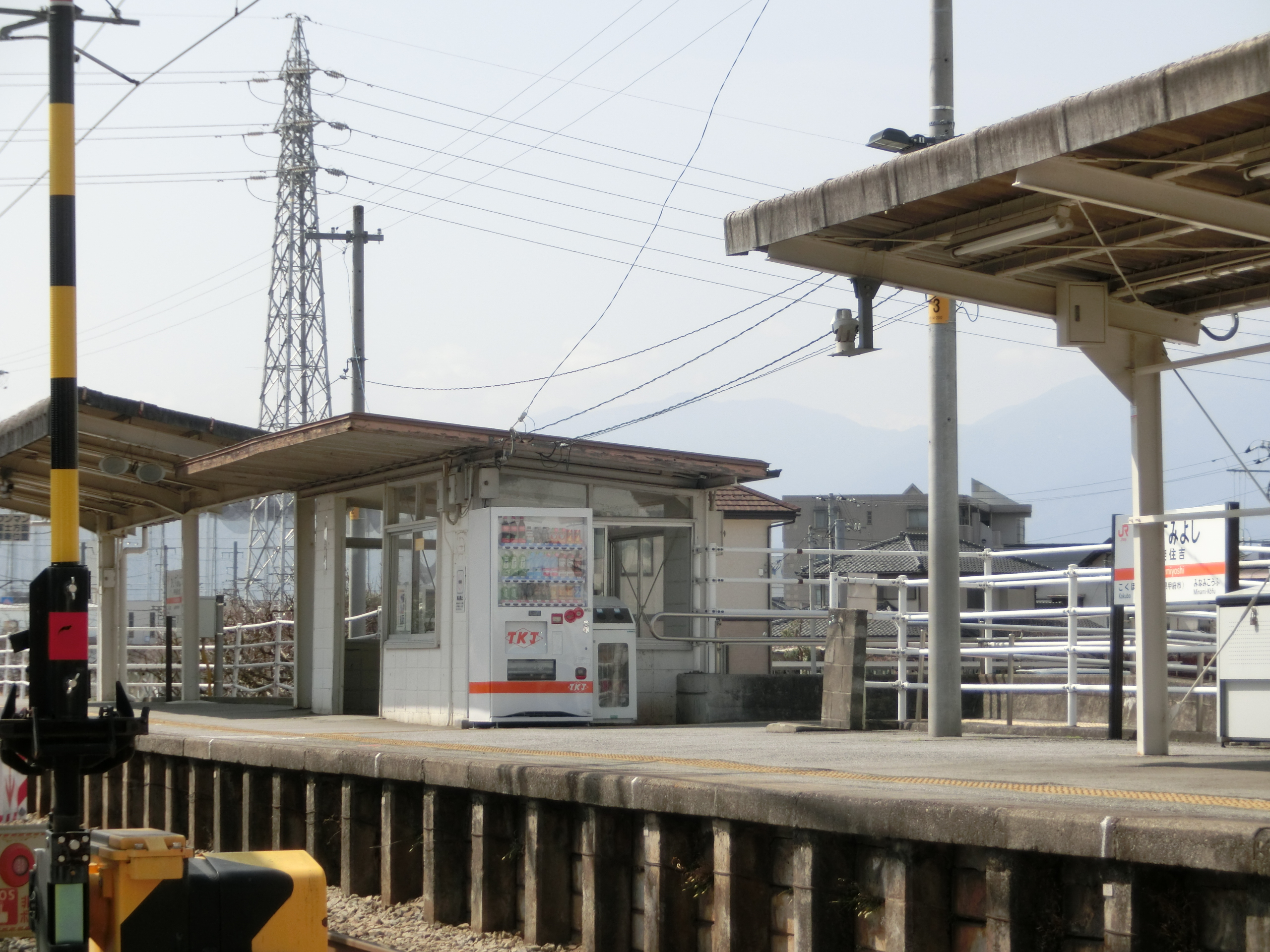
待合所外観（2023年3月）

## 利用状況
1日平均乗車人員は以下の通り。
| 乗車人員推移 | 乗車人員推移 |
| 年度         | 1日平均人数  |
| ------------ | ------------ |
| 2005         | 410          |
| 2006         | 399          |
| 2007         | 442          |
| 2008         | 470          |
| 2009         | 454          |
| 2010         | 447          |
| 2011         | 421          |
| 2012         | 416          |
| 2013         | 488          |
| 2014         | 467          |
| 2015         | 466          |
| 2016         | 498          |
| 2017         | 517          |
| 2018         | 503          |

## 駅周辺
周辺は甲府市郊外の住宅地である。駅の北東500m程には地名や駅名の元となった住吉神社がある。2005年3月までは駅前に製氷・氷菓の工場と屋内のアイススケート場があったが、解体され、現在は分譲住宅地となっている。周辺には高校が多く立地し、当駅利用も朝夕を中心に多くなっている。
- 山梨県立甲府南高等学校
- 甲府市立甲府商業高等学校
- 駿台甲府小学校・中学校・高等学校（高校は美術デザイン科のみ）
- 甲府伊勢四郵便局
- 甲府公共職業安定所
- 山梨交通伊勢町営業所
- 山梨県小瀬スポーツ公園
  - 徒歩約30分。バスを利用する場合70系統「小瀬スポーツ公園」行に乗車し、「小瀬スポーツ公園正門」・「陸上競技場」・「小瀬スポーツ公園」で下車。
- 甲府市地方卸売市場
- 国道20号
- 国道358号

## バス路線
「甲斐住吉駅」停留所及び「伊勢町営業所」停留所にて、山梨交通（伊勢町営業所、敷島営業所、甲府営業所）が運行する路線バスが発着する。
甲斐住吉駅
- 70：敷島団地 / 小瀬スポーツ公園

伊勢町営業所
- 01・02：山宮循環
- 10：武田神社
- 12：積翠寺
- 14：HANAZONOホスピタル
- 15：上帯那
- 16・17：塚原
- 26：羽黒・山宮循環
- 64：甲府駅南口
- 70：敷島団地
- 75：県立中央病院
- 76：敷島営業所
- 78：長塚・双葉リュータウン

※上記全路線共甲府駅を経由する。

## 隣の駅
東海旅客鉄道（JR東海）
CC 身延線
国母駅 - 甲斐住吉駅 - 南甲府駅